# Calliophis
Calliophis (Прикрашений аспід) — рід отруйних змій з родини аспідових. Має 9 видів. Інші назві «залозисті змії» та «східні коралові змії».

## Опис
Загальна довжина представників цього роду коливається від 50 см до 1,4 м. Голова витягнута, тулуб стрункий, хвіст помірної довжини. Особливість будови полягає у надзвичайно сильному розвитку отруйних залоз. Ці залози далеко простягаються назад, проникаючи у передню третину тулуба, відтісняючи назад внутрішні органи. Серце зрушено майже до середини тіла.
Забарвлені у різноманітні кольори яскравих поєднань з чорного, червоного й жовтого.

## Спосіб життя
Полюбляють ліси, чагарники, передгір'я. Зустрічаються на висоті до 4000—5000 м над рівнем моря. Ведуть потайливе життя, риючись у підстилці, ховаючись під корінням дерев і камінням. Спіймані прикрашені аспіди не намагаються вкусити, а пасивно захищаються. Отрута цих змій сильнодіюча, але для людей вони не становлять небезпеки, оскільки в будь-якому випадку маленький й вузький рот змії не дозволяє їй нанести ефективний укус.
Це яйцекладні змії.

## Розповсюдження
Мешкають у Непалі, Індії, південному Китаї, Індокитаї, на півострові Малакка, островах Суматра (Індонезія), Філіппіни, Тайвань та Рюкю.

## Види
- Calliophis beddomei (M.A. Smith, 1943)
- Calliophis bibroni (Jan, 1858)
- Calliophis bivirgatus (F. Boie, 1827)
- Calliophis castoe E.N. Smith, Ogale, Deepak & Giri, 2012
- Calliophis gracilis Gray, 1835
- Calliophis haematoetron E.N. Smith, Manamendra-Arachchi & Somweera, 2008
- Calliophis intestinalis (Laurenti, 1768)
- Calliophis maculiceps (Günther, 1858)
- Calliophis melanurus (Shaw, 1802)
- Calliophis nigrescens (Günther, 1862)
- Calliophis salitan Brown, Smart, Leviton, & Smith, 2018